# Lena Meyer-Landrut
Lena Meyer-Landrut, poznatija kao Lena (Hannover, 23. svibnja 1991.), njemačka pjevačica i predstavnica Njemačke na Eurosongu 2010. godine u Oslu gdje je odnijela pobjedu s 246 bodova (i čak 9 "dvanaestica"), te je tako završila ispred Turske koja je dobila 170 bodova. Sa svoje tri pjesme, koje je izvodila u nacionalnom finalu Unser Star für Oslo, postavila je rekord u svojoj zemlji kao debitantica čija su tri debitantska singla odmah završila među TOP5 pjesama na domaćim ljestvicama, i to istovremeno. Pjesma "Satellite" postala je veliki hit i do sada je postala trostruki zlatni singl. U svibnju 2010., izdala je svoj prvi album, My Cassette Player, koji se plasirao na vrh njemačkih top lista.

## Rani život
Njezin je djed Andreas Meyer-Landrut, veleposlanik Zapadne Njemačke u Sovjetskom Savezu od 1980. do 1983., te od 1987. do 1989. godine. Odrasla je kao jedinica, a s pet se godina počela baviti plesom - prvo se bavila isključivo baletom, da bi kasnije prešla i na hip-hop i jazz. Zavoljela je i pjevanje da bi na koncu nastupila kao back-vokal u nekoliko njemačkih serija, ali formalno pjevačko obrazovanje nije dobila. Srednju je školu pohađala u Hannoveru.

## Karijera

### Unser Star für Oslo
Iako nije posjedovala nikakvo formalno pjevačko obrazovanje, Lena se odlučila prijaviti na šou Unser Star für Oslo ("Naša zvijezda za Oslo"), novostvoreni šou koja je za cilj imala izabrati njemačkog predstavnika na Eurosongu 2010. u Oslu. Šou su organizirali ARD i ProSieben, a Stefan Raab je bio glavni producent i zabavljač tijekom emisija. Među 4500 prijavljenih kandidata, Lena je ušla u užu konkurenciju od njih 20. Oko vlastite motivacije za prijavljivanje na šou, Lena je rekla:
Njezina prva izvedba bila je ona pjesme "My Same", britanske pjevačice Adele, a odmah joj je donijela pohvale žirija i status favoritkinje showa. Sljedeći je tjedan, Adelin singl "My Same" došao na 61. mjesto njemačkih singlova. Lena je do finala showa došla izvodeći uglavnom manje poznate međunarodne pjesme relativno nepoznatih izvođača, kao što su The Bird and the Bee, Kate Nash, Paolo Nutini i Lisa Mitchell. Od osam pjesama koje je izvodila, čak ih je 5 završilo na njemačkim top ljestvicama. U finalu, održanom 12. ožujka 2010., Lena je pjevala tri pjesme napisane isključivo za potrebe natjecanja - "Bee", "Satellite" i "Love Me". Tijekom televotinga, publika je odlučila da će Lena, ako bi pobijedila, u Oslu pjevati "Satellite", pjesmu koji su napisali američka autorica Julie Frost i danski autor John Gordon. U drugom krugu glasovanja, odlučeno je kako će njemačka predstavnica u Oslu biti upravo Lena, koja je tako odnijela pobjedu nad Jennifer Braun, posljednjom preostalom natjecateljicom. Spot za pjesmu "Satellite" snimljen je tijekom finalne večeri, a na njemačkoj je televiziji premijerno prikazan četiri dana poslije.
Tijekom cijeloga showa, Lena je bila glavna favoritkinja i na internetskim bi anketama često vodila s velikom prednošću. Dan nakon što je u finalu otpjevala svoje tri pjesme, one su odmah završile na vrhu ljestvice prodaje iTunes trgovine u Njemačkoj, čime je Lena postala prva glazbenica kojoj je to uspjelo. "Satellite" je u prvom tjednu imao preko 100,000 downloada, čime je postao najprodavanije digitalno izdanje u njemačkoj povijesti. Iste te tri pjesme su instantno završile unutar TOP 5 njemačkih glazbenih ljestvica (prvo, treće i četvrto mjesto), što je bilo prvi puta u povijesti od 1959., kada se u Njemačkoj izdaju top ljestvice. "Satelite" je dobio zlatni status nakon tjedan, a platinasti nakon samo četiri tjedna. Pjesma je pet uzastopnih tjedana bila na prvom mjestu njemačkih ljestvica, a bila je na drugom mjestu u Austriji i Švicarskoj.
Dok se natjecala u šou, Lena je paralelno pohađala nastavu. Finale šoa održano je mjesec dana nakon početka njezinih završnih ispita. Dana 7. svibnja 2010., nakon završetka ispita, izdala je My Cassette Player, svoj debitantski album. Album je producirao Stefan Raab, a uz Lenina tri hita, sadrži još 10 pjesama, a Lena je kreditirana kao autorica teksta za pet od njih. Album je u Njemačkoj završio na prvom, u Austriji i Švicarskoj na trećem, a na europskoj TOP 100 listi albuma na petom mjestu.
Nakon domaćeg uspjeha, Lena je rekla kako bi se rado voljela baviti pjevanjem ili glumom, ali je dodala kako je kako ne želi biti fiksirana na glazbu za cijeli život. Izjavila je kako bi rado studirama glumu, ali je kasnije dodala kako nije više sigurna u to. Kao glazbene uzore navodi Adele, Kate Nash, Vanessa Carlton, Cluesa, te sastav Wir sind Helden.

### Eurosong 2010.
Kao predstavnica jedne od država "Velike četvorke", Lena je imala direktan plasman za finale 29. svibnja 2010. Tijekom ždrijeba, Njemačka je dobila pravo da bira svoju poziciju, tako da je na koncu nastupala 22. od 25 zemalja. Nakon održanog finala i podijeljenih glasova, Lena je osvojila prvo mjesto s 246 bodova, tako osiguravši drugu pobjedu za Njemačku na ovom natjecanju nakon 1982., kada je u Harrogateu Nicole osvojila prvo mjesto s pjesmom "Ein bißchen Frieden". Drugoplasirana zemlja bila je Turska, čiji su predstavnici, grupa maNga s pjesmom "We Could Be the Same", osvojili 170 bodova. Ta razlika od 76 bodova druga je najveća u povijesti Eurosonga, nakon prošlogodišnje razlike od 169 bodova koja je Alexandru Rybaku donijela pobjedu.
Lenina pobjeda na Eurosongu imala je velikod odjeka u Njemačkoj, gdje je prijenos finala gledalo čak 14,69 milijuna ljudi. Lena se sljedećeg dana vratila u Hannover gdje ju je dočekalo 40 000 ljudi. Stefan Raab je, na press konferenciji, najavio kako će Lena i sljedeće godine predstavljati Njemačku an Eurosongu, te će tako pokušati obraniti naslov pobjednice.
Raspodjela bodova u finalu
| Država                                                                                | Bodovi    | Glasovi za Njemačku u finalu |
| ------------------------------------------------------------------------------------- | --------- | ---------------------------- |
| Danska, Estonija, Finska, Latvija, Norveška, Slovačka, Španjolska, Švedska, Švicarska | 12 bodova | Glasovi za Njemačku u finalu |
| Albanija, Belgija, Litva, Slovenija, Turska                                           | 10 bodova | Glasovi za Njemačku u finalu |
| Bosna i Hercegovina, Irska, Sjeverna Makedonija, Srbija                               | 8 bodova  | Glasovi za Njemačku u finalu |
| Poljska                                                                               | 7 bodova  | Glasovi za Njemačku u finalu |
| Hrvatska, Rusija                                                                      | 6 bodova  | Glasovi za Njemačku u finalu |
| Ukrajina                                                                              | 5 bodova  | Glasovi za Njemačku u finalu |
| Cipar, Malta, Nizozemska, Ujedinjeno Kraljevstvo                                      | 4 boda    | Glasovi za Njemačku u finalu |
| Bugarska, Francuska, Island, Rumunjska                                                | 3 boda    | Glasovi za Njemačku u finalu |
| Grčka                                                                                 | 2 boda    | Glasovi za Njemačku u finalu |
| Azerbajdžan, Portugal                                                                 | 1 bod     | Glasovi za Njemačku u finalu |
| Armenija, Bjelorusija, Gruzija, Izrael, Moldavija                                     | 0 bodova  | Glasovi za Njemačku u finalu |

## Nastup naUnser Star für Oslo
| Emisija | Pjesma                          | Originalni izvođač                                     |
| ------- | ------------------------------- | ------------------------------------------------------ |
| 1.      | "My Same"                       | Adele                                                  |
| 3.      | "Diamond Dave"                  | The Bird and the Bee                                   |
| 4.      | "Foundations"                   | Kate Nash                                              |
| 5.      | "New Shoes"                     | Paolo Nutini                                           |
| 6.      | "Mouthwash" "Neopolitan Dreams" | Kate Nash Lisa Mitchell                                |
| 7.      | "Mr. Curiosity" "The Lovecats"  | Jason Mraz The Cure                                    |
| 8.      | "Bee" Satellite" Love Me"       | Jennifer Braun / Lena Meyer-Landrut Lena Meyer-Landrut |

Jennifer Braun i Meyer-Landrut su obe pjevale druge verzije pjesama "Bee" i "Satellite" u finalu

## Nagrade i nominacije
| Godina | Nagrada        | Kategorija           | Ishod      |
| ------ | -------------- | -------------------- | ---------- |
| 2010.  | VIVA Comet     | Najbolji debitant    | Nominacija |
| 2010.  | Eurosong 2010. | Pobjednica Eurosonga | Osvojeno   |

## Diskografija

### Albumi
| Godina | Naslov | Uspjeh na ljestvicama | Uspjeh na ljestvicama | Uspjeh na ljestvicama | Uspjeh na ljestvicama | Certifikacija |
| Godina | Naslov | NJE                   | AUT                   | ŠVI                   | EU                    | Certifikacija |
| ------ | --- | --------------------- | --------------------- | --------------------- | --------------------- | ------------- |
| 2010.  | My Cassette Player - Datum izdanja: 7. svibnja 2010. - Kuća: USFO, Universal Music - Formati: CD, digitalni download | 1                     | 1                     | 3                     | 5                     |               |
| 2011.  | Good News - Datum izdanja: 8. veljače 2011. - Kuća: USFO, Universal Music - Formati: CD, digitalni download          | 1                     | 8                     |                       |                       |               |

### Singlovi
Satellite

| Godina | Singl             | Uspjeh na ljestvicama | Uspjeh na ljestvicama | Uspjeh na ljestvicama | Uspjeh na ljestvicama | Uspjeh na ljestvicama | Certifikat        | Album              |
| Godina | Singl             | NJE                   | AUT                   | ŠVI                   | ŠVE                   | EU                    | Certifikat        | Album              |
| ------ | ----------------- | --------------------- | --------------------- | --------------------- | --------------------- | --------------------- | ----------------- | ------------------ |
| 2010.  | "Satellite"       | 1                     | 2                     | 2                     | 1                     | 8                     | - NJE: 3 × zlatni | My Cassette Player |
| 2010.  | "Bee"             | 3                     | 26                    | 27                    | –                     | –                     |                   | My Cassette Player |
| 2010.  | "Love Me"         | 4                     | 28                    | 39                    | –                     | –                     |                   | My Cassette Player |
| 2010.  | "Touch a New Day" | –                     | –                     | –                     | –                     | –                     |                   | My Cassette Player |

"Satellite", "Bee" and "Love Me" su istovremeno bili na top listama

## Vanjske poveznice
- Službena stranica
- Profile  Arhivirana inačica izvorne stranice od 28. ožujka 2010. (Wayback Machine) at Eurovision.ndr.de (njem.)
- Profile  Arhivirana inačica izvorne stranice od 11. veljače 2021. (Wayback Machine) at Unser-Star-fuer-Oslo.de (njem.)
- Videos of Meyer-Landrut's performances  Arhivirana inačica izvorne stranice od 11. veljače 2021. (Wayback Machine) at Unser-Star-fuer-Oslo.de (njem.)
- Video of Meyer-Landrut's performances at the Eurovision Song Contest 2010 (njem.)
- Lena Meyer-Landrut at summer concert 2009 in her school (Käthe-Kollwitz-Schule, Hannover)